# Ensign N179
La Ensign N179 è una monoposto di Formula 1, costruita dalla scuderia inglese Ensign per partecipare al campionato mondiale di Formula Uno del 1979. Progettata da Dave Baldwin e Mo Nunn, era equipaggiata da un motore Cosworth DFV V8. 
La vettura aveva la caratteristica di essere dotata di radiatori posti sul muso e non lateralmente, per ridurre gli ingombri e laterali e la resistenza aerodinamica, migliorando il raffreddamento. La monoposto non ottenne nessun punto e si rivelò poco competitiva.